# نام چین
اسامی چین شامل بسیاری از نام های معاصر و تاریخی است که به زبان‌های مختلف برای کشور شرق آسیا معروف به Zhōngguó (中國/中国، "دولت مرکزی") در زبان رسمی آن استفاده شده‌است. چین، نام انگلیسی این کشور، از زبان پرتغالی در قرن شانزدهم گرفته شد و در اواسط قرن ۱۹ رایج شد. باور بر این است که این واژه نیز بر گرفته از زبان پارسی میانه است، و برخی آن را بیشتر به زبان سانسکریت نزدیک می‌دانند. همچنین تصور می‌شود که منبع نهایی نام چین کلمه چینی "Qin" (چینی: 秦) بوده باشد که نام سلسله‌ای است که چین را متحد کرد، اما قرن‌ها پیش نیز به عنوان ایالت وجود داشت. با این حال، پیشنهادات جایگزین دیگری برای ریشه این کلمه وجود دارد.
نام‌های چینی برای چین، جدا از Zhongguo، شامل Zhōnghuá (中華/中华، "زیبایی مرکزی")، چینگ (華夏/华夏، "عظمت زیبا")، شنژائو (神州، "دولت الهی") و Jiǔzhōu (九州) است. هین (漢/汉) و تانگ (唐) با وجود ملیت چینی (Zhōnghuá Mínzú) که به هیچ قومیت خاصی اشاره نمی‌کند، نام‌های متداول برای قوم چینی است. جمهوری خلق چین (Zhōnghuá Rénmín Gònghéguó) و جمهوری چین (Zhōnghuá Mínguó) نام رسمی دو دولت مستقل معاصرند که در حال حاضر مدعی حاکمیت بر منطقه سنتی چین هستند. از " سرزمین اصلی چین " برای اشاره به مناطق تحت صلاحیت جمهوری خلق چین استفاده می‌شود که معمولاً هنگ کنگ، تایوان و ماکائو را شامل نمی‌شود.
همچنین نام‌هایی برای چین در سراسر جهان وجود دارد که از زبان گروه‌های قومی غیر از هان گرفته شده‌است. نمونه‌های از آن عبارتند از " Cathay " از زبان خیتانی و "Tabgach" از زبان Tuoba.